# Campo-Formio
Campo Formio – stacja linii nr 5 metra w Paryżu. Stacja znajduje się w 13. dzielnicy Paryża. Została otwarta 6 czerwca 1906 r. Nazwa stacji upamiętnia zawarcie przez Francję traktatu pokojowego z Austrią w 1797 we włoskiej miejscowości o tej samej nazwie, obecnie Campoformido. Stacja została poważnie uszkodzona przez Niemców pod koniec I wojny światowej.